# Markús Ólafarson
Markús Ólafarson (* 3. August 2002) ist ein isländischer Eishockeyspieler, der seit Beginn seiner Karriere bei Skautafélag Reykjavíkur in der isländischen Eishockeyliga unter Vertrag steht.

## Karriere
Markús Ólafarson begann seine Karriere als Eishockeyspieler bei Skautafélag Reykjavíkur, wo er bis heute spielt. Mit dem Klub wurde er 2023 und 2024 isländischer Meister.

### International
Markús Ólafarson spielte bereits als Jugendlicher für Island. Er nahm an der Division III der U18-Weltmeisterschaft 2019 sowie dem Division-III-Turnier der U20-Weltmeisterschaft 2020, als den Isländern der Aufstieg in die Division II gelang, teil.
Für die Herren-Nationalmannschaft spielte Markús Ólafarson erstmals in der Division II bei der Weltmeisterschaft 2022.

## Erfolge und Auszeichnungen
- 2020 Aufstieg in die Division II, Gruppe B, bei der U20-Weltmeisterschaft der Division III
- 2022 Aufstieg in die Division II, Gruppe A, bei der Weltmeisterschaft der Division II, Gruppe B
- 2023 Isländischer Meister mit Skautafélag Reykjavíkur
- 2024 Isländischer Meister mit Skautafélag Reykjavíkur